# Luciano Re Cecconi
Luciano Re Cecconi (1. prosince 1948, Nerviano, Itálie – 18. ledna 1977, Řím, Itálie) byl italský fotbalový záložník. Byl rychlý, silný, atletický a pracovitý, známý svou rychlostí, houževnatostí a vytrvalostí. Během kariéry proslul smyslem pro humor a kvůli vlasům dostal přezdívku „Blonďatý Anděl”.
Fotbalovou kariéru začal v klubu Pro Patria. Mezi dospělými začal hrát v roce 1967. Hrál za ně ve třetí lize dva roky. Poté přestoupil do druholigové Foggie, kde v první sezoně pomohl k postupu do nejvyšší ligy. Za Foggiu hrál tři roky a v roce 1972 přestoupil do Lazia. Zde získal svůj jediný titul (1973/74). Za Lazio odehrál celkem 139 utkání a vstřelil 9 branek. Poslední zápas odehrál 24. října 1976 proti Boloně (2:0). V 19. minutě byl faulován tak, že zranění levého kolene bylo velmi vážné.
Zemřel 18. ledna 1977, když jej zastřelil prodejce parfémů.
Za reprezentaci odehrál dva přátelské zápasy. Byl i na MS 1974, ale neodehrál žádné utkání.

## Hráčská statistika
| Sezóna  | Klub       | Liga    | Liga   | Liga       | Ligové poháry | Ligové poháry | Ligové poháry | Kontinentální poháry | Kontinentální poháry | Kontinentální poháry | Celkem | Celkem |
| Sezóna  | Klub       | Soutěž  | Zápasy | Obdr. Góly | Soutěž        | Zápasy        | Góly          | Soutěž               | Zápasy               | Góly                 | Zápasy | Góly   |
| ------- | ---------- | ------- | ------ | ---------- | ------------- | ------------- | ------------- | -------------------- | -------------------- | -------------------- | ------ | ------ |
| 1967/68 | Pro Patria | Serie C | 3      | 0          | -             | 0             | 0             | -                    | 0                    | 0                    | 3      | 0      |
| 1968/69 | Pro Patria | Serie C | 33     | 0          | -             | 0             | 0             | -                    | 0                    | 0                    | 33     | 0      |
| 1969/70 | Foggia     | Serie B | 14     | 0          | IP            | 1             | 0             | -                    | 0                    | 0                    | 15     | 0      |
| 1970/71 | Foggia     | Serie A | 26     | 1          | IP            | 2             | 0             | -                    | 0                    | 0                    | 28     | 1      |
| 1971/72 | Foggia     | Serie B | 34     | 1          | IP            | 4             | 0             | -                    | 0                    | 0                    | 38     | 1      |
| 1972/73 | Lazio      | Serie A | 29     | 1          | IP            | 4             | 0             | -                    | 0                    | 0                    | 33     | 1      |
| 1973/74 | Lazio      | Serie A | 23     | 2          | IP            | 7             | 0             | UEFA                 | 4                    | 0                    | 34     | 2      |
| 1974/75 | Lazio      | Serie A | 29     | 1          | IP            | 4             | 0             | -                    | 0                    | 0                    | 33     | 1      |
| 1975/76 | Lazio      | Serie A | 25     | 1          | IP            | 8             | 2             | UEFA                 | 2                    | 0                    | 35     | 3      |
| 1976/77 | Lazio      | Serie A | 3      | 1          | IP            | 1             | 1             | -                    | 0                    | 0                    | 4      | 2      |
| Celkově | Celkově    | Celkově | 219    | 8          | -             | 31            | 3             | -                    | 6                    | 0                    | 256    | 11     |

## Hráčské úspěchy

### Klubové
- 1× vítěz italské ligy (1973/74)

### Reprezentační
- 1× na MS (1974)